# Лайков Володимир Михайлович
Володи́мир Миха́йлович Лайков (8 жовтня 1985, с. Голубівка, Новомосковський район, Дніпропетровська область, Українська РСР — 7 червня 2017, с. Кримське, Новоайдарський район, Луганська область, Україна) — старший солдат Збройних сил України, учасник російсько-української війни.

## Життєпис
Народився 1985 року в селі Голубівка Новомосковського району Дніпропетровської області.
Під час російської збройної агресії проти України вступив на військову службу за контрактом.
Старший солдат, кулеметник 93-ї окремої механізованої бригади, військова частина А1302, смт Черкаське, Дніпропетровська область. Брав участь в антитерористичній операції, зокрема в районі «Бахмутської траси» на Луганщині, де 1—6 червня 2017 року штурмові групи 1-го та 2-го батальйонів бригади зайняли район висоти 150,3 і північну околицю села Жолобок.
7 червня 2017 року разом з побратимами тримав оборону на взводному опорному пункті між селом Кримське та окупованим Жолобком. Російсько-терористичні війська, намагаючись розширити свій плацдарм біля Жолобка, після безуспішної спроби прориву позиції бригади, відкрили вогонь з артилерії, танків та мінометів. Внаслідок тривалого й інтенсивного обстрілу старший солдат Лайков загинув близько 11:00 від мінно-вибухової травми, що несумісна з життям, ще 8 військовослужбовців дістали поранення.
Похований на кладовищі рідного села Голубівки.
Залишились батьки і сестра.

## Нагороди та вшанування
- Указом Президента України № 42/2018 від 26 лютого 2018 року, за особисту мужність і самовіддані дії, виявлені у захисті державного суверенітету та територіальної цілісності України, зразкового виконання військового обов'язку, нагороджений орденом «За мужність» III ступеня (посмертно)[4].